# Ciało liczbowe
Ciało liczbowe – każde ciało będące skończonym rozszerzeniem algebraicznym ciała liczb wymiernych {\displaystyle \mathbb {Q} .} Innymi słowy, jest to ciało zawierające {\displaystyle \mathbb {Q} } jako podciało oraz którego wymiar jako przestrzeni wektorowej nad {\displaystyle \mathbb {Q} } jest skończony.
Badanie własności ciał liczbowych jest głównym motywem algebraicznej teorii liczb.

## Stopień, reprezentacja regularna, ślad i norma
Każde ciało liczbowe {\displaystyle K} jest przestrzenią liniową nad {\displaystyle \mathbb {Q} ,} które jest jego podzbiorem. Wymiar tej przestrzeni oznaczamy jako {\displaystyle [K:\mathbb {Q} ]} i nazywamy stopniem rozszerzenia ciała {\displaystyle K,} z zaznaczeniem, o ile to nie jest jasne z kontekstu, że chodzi o stopień rozszerzenia liczb wymiernych lub krótko stopień nad {\displaystyle \mathbb {Q} .}
Załóżmy, że {\displaystyle K} jest ciałem liczbowym o stopniu rozszerzenia (nad {\displaystyle \mathbb {Q} }) równym {\displaystyle n.} Ponieważ {\displaystyle K} jest {\displaystyle n}-wymiarową przestrzenią wektorową nad {\displaystyle \mathbb {Q} ,} to możemy wybrać (na ogół na wiele sposobów) bazę {\displaystyle e_{1},e_{2},\dots ,e_{n}\in K} tej przestrzeni. Jak wiadomo z elementarnej algebry liniowej, każdy element {\displaystyle x\in K} ma jednoznaczną reprezentację w tej bazie, tzn. jednoznacznie wyznaczony ciąg {\displaystyle x_{1},x_{2},\dots ,x_{n}\in \mathbb {Q} } taki, że {\displaystyle x_{1}e_{1}+x_{2}e_{2}+\ldots +x_{n}e_{n}=x.} Reprezentacja regularna elementu {\displaystyle x} to macierz {\displaystyle A=\{a_{ij}\},} która powstaje poprzez pomnożenie go przez poszczególne elementy bazy:
{\displaystyle xe_{i}=\sum _{j=1}^{n}a_{ij}e_{j},\quad a_{ij}\in \mathbb {Q} .}
Łatwo pokazać, że dla dwóch elementów {\displaystyle x,y\in K} i ich reprezentacji regularnych {\displaystyle A(x),A(y),} zachodzi {\displaystyle A(xy)=A(x)A(y),} tzn. mnożeniu elementów odpowiada mnożenie macierzy je reprezentujących. Ponadto można udowodnić, że niezmienniki owych macierzy, takie jak ślad i wyznacznik i wielomian charakterystyczny nie zależą od wyboru konkretnej bazy {\displaystyle \{e_{i}\},} a tylko od elementu {\displaystyle x\in K.} Tak więc możemy przyjąć poniższe definicje śladu i normy elementu ciała algebraicznego:
{\displaystyle Tr(x)=Tr(A(x))}
{\displaystyle N(x)=N(A(x))}
Trywialne wnioski z tych definicji to:
{\displaystyle Tr(x+y)=Tr(x)+Tr(y)}
{\displaystyle Tr(\lambda x)=\lambda Tr(x)}
{\displaystyle N(xy)=N(x)N(y)}
{\displaystyle N(\lambda x)=\lambda ^{n}N(x)}
gdzie {\displaystyle \lambda } jest dowolnym elementem {\displaystyle K,} zaś {\displaystyle n=[K:\mathbb {Q} ].}